# PLAYA
Playa（プレイヤ）は、日本の音楽プロデューサーKatokunnlee（カトクンリー）を中心とする不定形クラブジャズ・ユニット。

## 概要
1992年頃から青山blueなど都内の各クラブでDJ活動を行ってきたKATOKUNNLEE（ジャズユニットSTAR DISH、レゲエプロジェクトLIONKING）が選りすぐりのプレイヤー達を集め結成。
Playaはヒップホップのスラングで「女好き」という意味。
生バンドによるサウンドとサンプリングのミックスにより、ジャズ、ソウル、ロック、ブラジル、ヒップホップなどを独自のバランス感覚で聴かせる。
現在SOIL&"PIMP"SESSIONSとして活動するタブゾンビ、元晴、社長、みどりんや沼直也（元phat）、長岡亮介（ペトロールズ）らが在籍、1stシングルやアルバムをリリースする中期にはフロントにmie、 yuiave という2人の女性ヴォーカルを擁し、これまでに藤原大輔（元phat）、椎名純平、G.RINA、urb、Kyoto Jazz Massiveの菱山正太らがライブや楽曲制作に参加している。

## 来歴
1999年の暮れに結成。都内でのクラブにてライブを中心に活動。以後DJイベント、ファッションショーでのコラボレーションや、ダンスイベントでのコラボレーション、船上イベントやクラブ各所にてライブ活動をこなす。
2003年、1stアルバム『ODORAMA DREAMS』をリリース。アルバム発表後に大幅なメンバー・チェンジが起こり、その後は流動的にメンバーの入れ替えがある。
2004年、1stアルバムのリミックスアルバム『the another side of ODORAMA DREAMS』をリリース。
2005年、2ndアルバム『MONDO TRASH』をリリース。タイトル曲MONDO TRASHにはドリームズ・カム・トゥルーのツアー参加していたアメリカ人ラッパー・ポエトリーリーディングのマーセラス・ニーリーが参加し、サンタナの曲がサンプリングされたラップ曲が披露される。ライバル視されていたバンドizanamiのボーカルのキムビアンカ（当時はキム）をゲストに迎えてチャカ・カーンの「Through the Fire」を披露、MURO率いるKING OF DIGGIN' PRODUCTIONの一員であるボーカリストBooを迎えバースデイソングなどが収録される。この頃よりスティールパン バンドの伊澤陽一、スガメス・ジャポンらが加わりラテン色が強くなっていき、Pretty Girlなどのブラジリアンサウンドを開花させる。また人気ブランドVICTIMブログとのコラボ+モデル山本麗子のブランド「Magnetic」WEBへの楽曲提供。riddim saunter（リディム・サウンター）、Chaki（チャキ）THE LOWBROWS、Handsomeboy Technique（ハンサムボーイテクニーク）らと交流、その後彼らはリミキサーとしてPlayaに参加する。
2007年、diwthegardenより『PLAYA/MONDO TRASH-遭遇-』『PLAYA/MONDO TRASH-アダルト-』（アナログ）2枚同時リリース。同じくdiwthegardenより『...mondo that fusses over.. young people at midnight.』『Band collected with groove magnetism』を2枚同時リリース。ビクターエンタテインメントよりコンピレーションアルバム『Rebirth Of Jazz: Tokyo Nu-school Of Jazz 2』に参加。その後、ポニーキャニオン傘下のブルー・ミュージックエンタテインメントより 3rdアルバム『Pink Lohas』を発表するが、ジャケット写真が過激との理由で突如自主回収される。日本国旗の中にアメリカ国旗が入っているというのが政治的に過激だったとの事。
2008年、コロムビア・レコードよりリリースされたコンピレーションアルバム『Jazz Connection -Around The Shibuya Corner』に参加。イギリスのレーベルMr.BONGOのコンピレーション『JAZZ ROOMS』に「I LIKE IT (APRIL SET CUBANO BOSSA REMIX)」が収録。
2010年、イタリアのレーベルCinedelicのコンピレーション『Cinedelic Sound』に「The Hormonauts - Insomniax - Remix By Stardish」が収録。
2011年、日本のレーベルRip Curl Recordingsのコンピレーション『JAZZ FOR MORE FENIX』に「MELODY RISING – Stardish」が収録。

## メンバー

### デビュー時のメンバー
- Katokunnlee（カトクンリー）（ボーカル、ギター、ベース、キーボード、パーカッション、プログラミング、ミキシング、 etc.）
- MW（マウ）（ボーカル）
- Mie（ミィー）（ボーカル）
- Yuiave（ユイアベ）（ボーカル）
- G.Rina（ジーリナ）（ボーカル）
- 椎名 純平（しいな じゅんぺい）（ボーカル）
- 長岡 亮介（ながおか りょうすけ）（ギター、ボーカル） - ペトロールズ、ex-東京事変
- 大神田 智彦（おおかんだ ともひこ）（ベース）
- Kitazato（キタザト）（キーボード）
- タブゾンビ（トランペット） - SOIL&"PIMP"SESSIONS
- 元晴（モトハル）（サックス） - SOIL&"PIMP"SESSIONS
- 辻 康介（つじ こうすけ）（パーカッション）
- 沼 直也（ぬま なおや）（ドラムス） - ex-PHAT（ファット）
- みどりん（ドラムス、ボーカル） - SOIL&"PIMP"SESSIONS
- 社長（シャチョウ）（詩の朗読） - SOIL&"PIMP"SESSIONS

### デビュー以降参加
- キムビアンカ（ボーカル）
- Boo（ブー）（ボーカル） - KING OF DIGGIN' PRODUCTION
- 小原 明子（こはら あきこ）(ボーカル)
- タイショー（ラップ）
- ザキア（ラップ）
- Marcellus Nealy（マーセラス・ニーリー）（ラップ、ポエトリーリーディング）
- Norimasa Nagata（ベース）
- 藤原 大輔（ふじわら だいすけ）（サックス） - ex-PHAT（ファット）
- スガメス・ジャポン（キーボード、ドラムス） - IMMIGRANT'S BOSSA BAND、PANORAMA STEEL ORCHESTRA
- NOBU（ベース） - IMMIGRANT'S BOSSA BAND
- 外薗 雄一（ほかぞの ゆういち）（ドラムス）
- 刄田 綴色（はた としき）（ドラムス） - ex-東京事変
- 伊澤 陽一（いざわ よういち）（スティールパン） - PANORAMA STEEL ORCHESTRA